# Vorbassedrengene
Vorbassedrengene var en gruppe, trods navnet, voksne mænd fra byen Vorbasse, der i 1800-tallet drev systematisk plyndring af gamle gravhøje i området mellem Esbjerg og Kolding. Gruppen blev stiftet af en Niels Gilbjerg, der begyndte med at undersøge højene i hjemegnen ved Vorbasse for gravgaver. Kulminationen for gruppen var i 1890'erne, og efter år 1900 blev aktiviteten noget mindre. Deres gravevirksomhed var egentlig ikke forbudt. Det blev den først med den altomfattende fredning af fortidsminder i 1937. Men alligevel har man betragtet dem som en art gravrøvere. Desuden havde man også dengang pligt til at aflevere Danefæ til den offentlige mod en kompensation. Men gruppen fra Vorbasse videresolgte alt uden undtagelse. 
Baggrunden for deres virksomhed var den støt stigende interesse for oldsager, både blandt museer og private samlere. Opkøbere rejste rundt i landet, og forskellige foreninger opfordrede til at fremskaffe oldsager. Vorbassedrengene satte eftersøgningen i system og skal angiveligt have endevendt mindst 1200 gravhøje. Da højene, bortset fra ganske få undtagelser, ikke var fredet, skulle gruppen blot skaffe sig ejerens tilladelse. Den fik de nemt, da højene lå i vejen for bondens dyrkning af jorden. I visse tilfælde betalte de dog en afgift, i reglen mellem 50 øre og 2 kroner, for at få lov til at foretage undersøgelsen. Udgravningen foregik om vinteren med lejede folk fra de omliggende gårde.
Køberne var som sagt både offentlige og private. Museet på Koldinghus købte i årene 1895-96 ikke mindre end 150 genstande. Offest var aftagerne dog private samlere syd for grænsen.
Nationalmuseet var naturligvis meget lidt begejstrede for disse aktiviteter. Museets direktør Sophus Müller udsendte et opråb til jordejerne, der vakte deres pietetsfølelse og blev en af årsagerne til, at Vorbassedrengene måtte indstille deres aktiviteter. 